# Andy Beattie
Andrew "Andy" Beattie (Kintore, 11 de agosto de 1913 — 20 de setembro de 1983) foi um futebolista e treinador escocês que treinou a Seleção Escocesa.

## Carreira
Andy Beattie comandou o elenco da Escócia na Copa do Mundo de 1954, a primeira do país.[carece de fontes?]